# Noctua ronensis
Noctua ronensis là một loài bướm đêm trong họ Noctuidae.